# Peschiera del Garda
Peschiera del Garda – miejscowość i gmina we Włoszech, w regionie Wenecja Euganejska, w prowincji Werona. Jest położone na południowo-wschodnim brzegu jeziora Garda, w regionie Wenecja Euganejska, w prowincji Werona, Włochy. Miasto ma bogatą historię sięgająca epoki brązu, znajdują się w nim rozległe fortyfikacji oraz sieć kanałów. Populacja Peschiera del Garda obecnie wynosiła 10 990 mieszkańców, co przy powierzchni 18,26 km² daje gęstość zaludnienia na poziomie około 601,9 osób na km².

## Historia

### Prehistoria

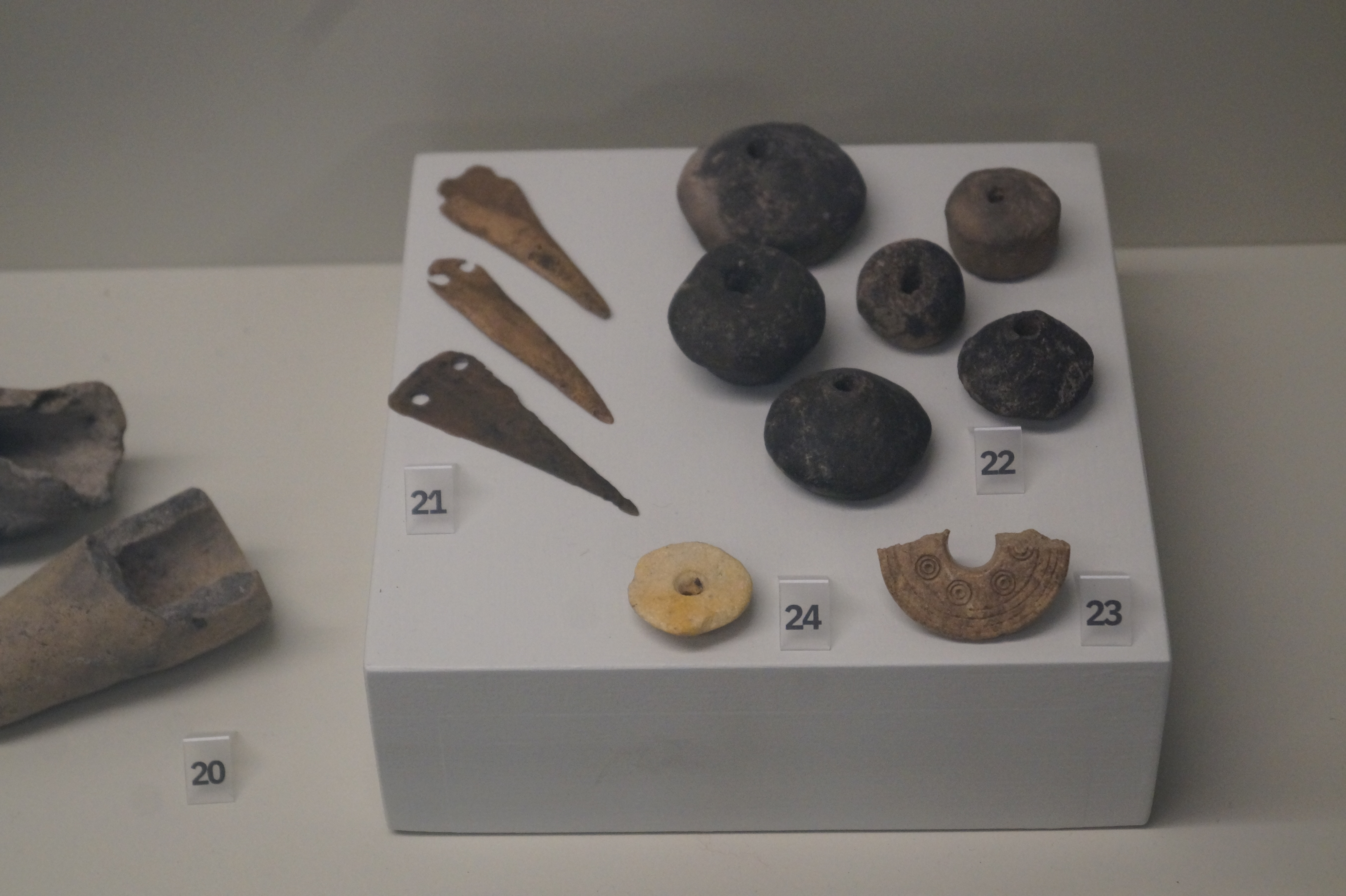
Artefakty z epoki brązu

Pierwsze ślady osadnictwa w rejonie Peschiera del Garda pochodzą z epoki brązu. Odkryto tu pozostałości prehistorycznych osad palowych, takich jak stanowisko "Belvedere", które są częścią wpisu na listę światowego dziedzictwa UNESCO jako "Prehistoryczne osady palowe wokół Alp". 

### Okres rzymski
W czasach rzymskich miasto nosiło nazwę Arilica i było ważnym węzłem komunikacyjnym. Przez Peschierę przebiegała Via Gallica, kluczowa droga łącząca Brescię z Weroną. Strategiczne położenie u ujścia rzeki Mincio do jeziora Garda umożliwiało żeglugę aż do Adriatyku.

### Średniowiecze i nowożytność
W średniowieczu Peschiera była przedmiotem rywalizacji między różnymi włoskimi rodami. W XV wieku miasto przeszło pod panowanie Republiki Weneckiej, która zmodernizowała jego fortyfikacje, przekształcając je w potężną twierdzę. W 2017 roku twierdza została wpisana na listę światowego dziedzictwa UNESCO jako część "Weneckich dzieł obronnych między XVI a XVII wiekiem".

## Zabytki i atrakcje

### Twierdza wenecka

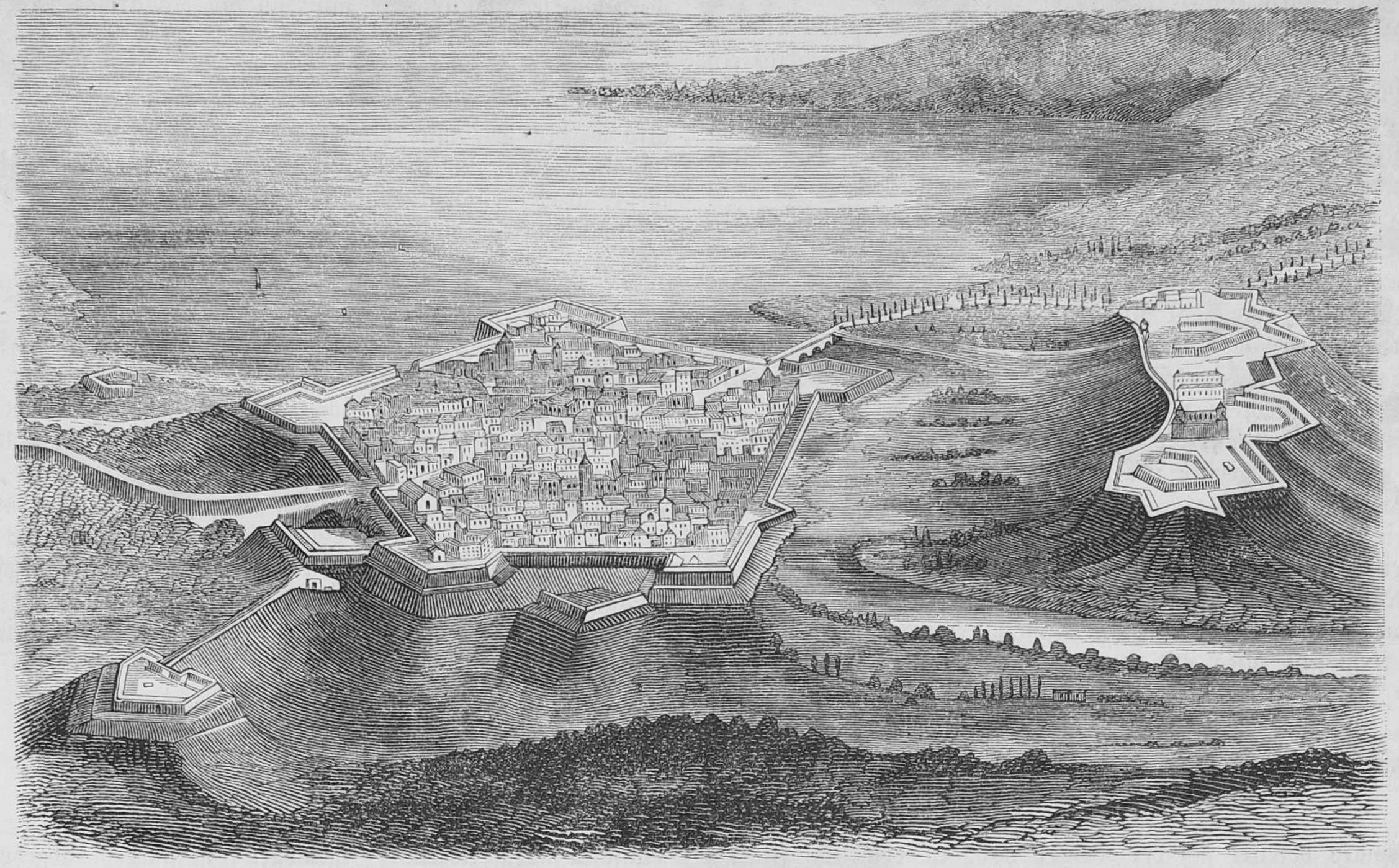
Twierdza w 1866 r.

Centralnym punktem miasta jest twierdza wenecka, otoczona murami obronnymi i kanałami. Obecnie w jej obrębie znajdują się liczne sklepy, bary i restauracje. 

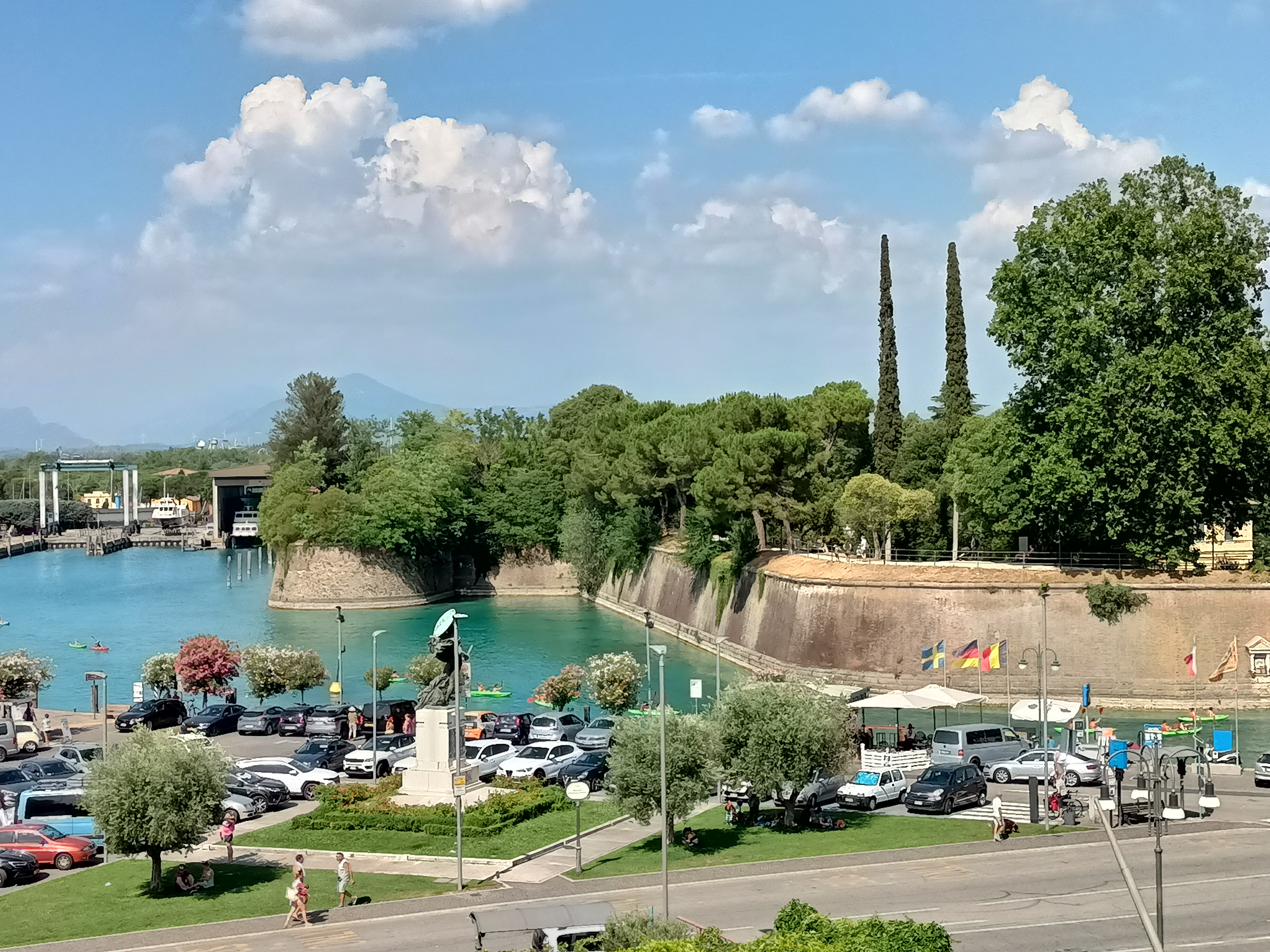
Twierdza – stan współczesny

Strategiczne położenie u ujścia rzeki Mincio do jeziora Garda wymuszało rozwój umocnień obronnych. W XIII wieku ród Scaligerich z Werony przejął kontrolę nad Peschiera del Garda. Mastino II della Scala zlecił budowę nowej twierdzy oraz wzmocnienie istniejących murów obronnych, tworząc pięcioboczną strukturę otaczającą miasto. W XV wieku miasto przeszło pod panowanie Republiki Weneckiej, która, zdając sobie sprawę z kluczowego położenia Peschiera del Garda, zmodernizowała fortyfikacje, dostosowując je do ówczesnych standardów wojskowych. Prace te były prowadzone pod nadzorem architekta Michele Sanmicheli, który zaprojektował m.in. bramy Porta Verona i Porta Brescia. Po upadku Republiki Weneckiej w 1797 roku, twierdza przeszła pod kontrolę Austrii. Austriacy, doceniając strategiczne znaczenie Peschiera del Garda, włączyli ją do tzw. "Czworoboku" (Quadrilatero) – systemu czterech ufortyfikowanych miast, obok Werony, Mantui i Legnago. W tym okresie dokonano kolejnych modernizacji i rozbudowy umocnień.
Twierdza w Peschiera del Garda charakteryzuje się unikatowym, pięciobocznym kształtem, otoczonym wodami rzeki Mincio i jeziora Garda. Każdy z pięciu bastionów nosi własną nazwę: Querini, San Marco, Contarana, Feltrin i Tognon. Mury obronne, wykonane głównie z cegły, są imponującym przykładem renesansowej architektury militarnej. W 2017 roku twierdza w Peschiera del Garda została wpisana na listę światowego dziedzictwa UNESCO jako część "Weneckich dzieł obronnych między XVI a XVII wiekiem: Stato da Terra – zachodni Stato da Mar".

### Porta Verona i Porta Brescia
To dwie historyczne bramy w Peschiera del Garda, będące integralnymi elementami systemu obronnego miasta.

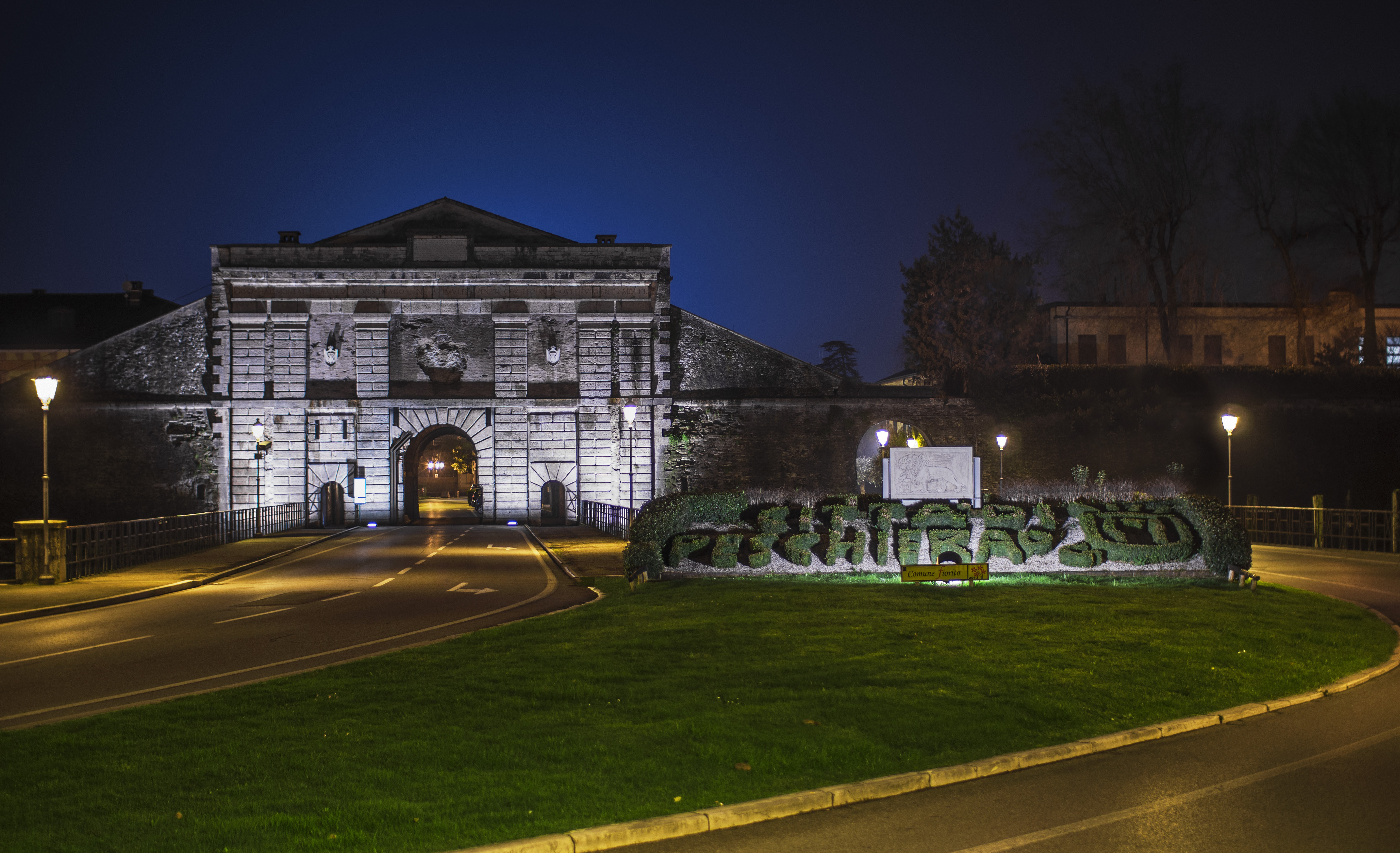
Porta Verona
Usytuowana po wschodniej stronie twierdzy, została zbudowana w latach 1533–1534 według projektu architekta Michele Sanmicheli. Była głównym wejściem do miasta od strony Werony. Nad bramą pierwotnie znajdował się relief z lwem św. Marka, symbolem Republiki Weneckiej. W pobliżu Porta Verona znajdują się dawne koszary artylerii oraz inne budynki wojskowe z XIX wieku. 

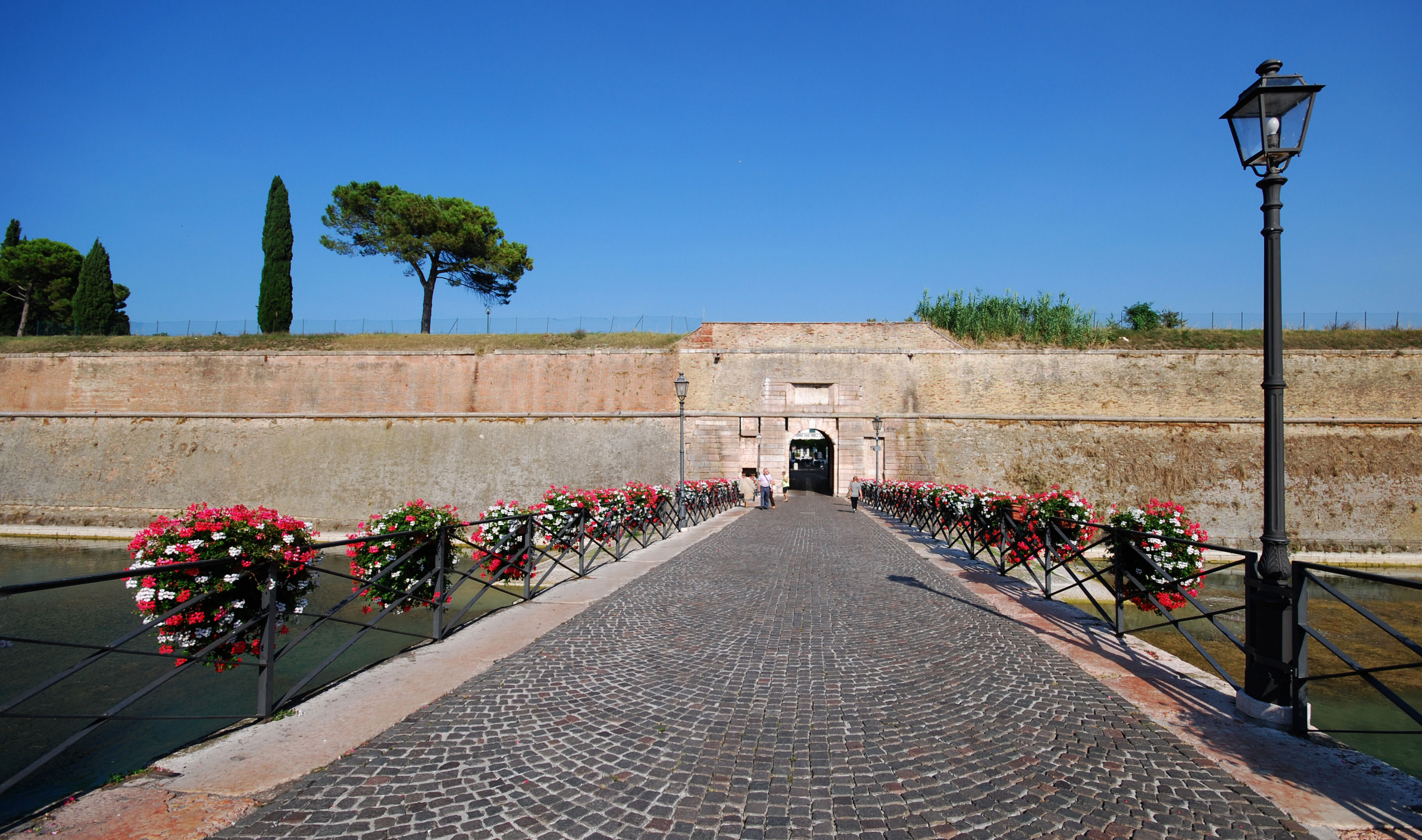
Porta Brescia
Położona po zachodniej stronie twierdzy, została ukończona w 1551 roku, również według projektu Sanmichelego. Stanowiła wejście do miasta od strony Brescii. Brama ta jest przykładem renesansowej architektury obronnej, charakteryzującej się solidną konstrukcją i strategicznym położeniem. W pobliżu Porta Brescia znajdują się bastiony Feltrin i Tognon, które były integralnymi elementami systemu obronnego twierdzy. 
Obie bramy są częścią fortyfikacji Peschiera del Garda, które w 2017 roku zostały wpisane na listę światowego dziedzictwa UNESCO jako element "Weneckich dzieł obronnych między XVI a XVII wiekiem". 

### Sanktuarium Madonna del Frassino

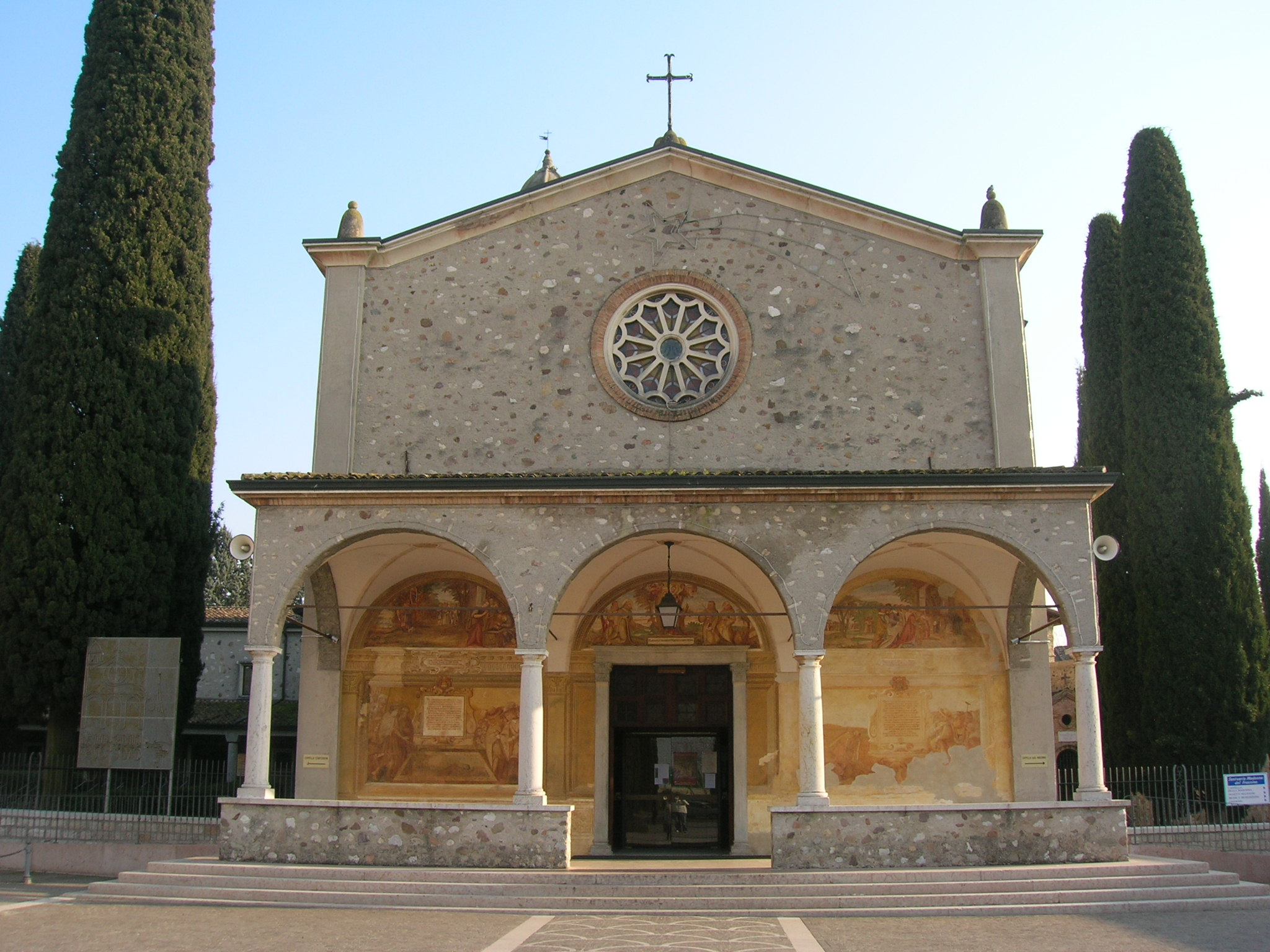
Sanktuarium Madonna del Frassino

Położone na obrzeżach miasta sanktuarium zostało zbudowane w 1511 roku w miejscu, gdzie według tradycji miało miejsce objawienie Matki Boskiej. Kościół jest ważnym miejscem pielgrzymkowym i zawiera liczne dzieła sztuki sakralnej.  
Według tradycji, rolnik Bartolomeo Broglia został zaatakowany przez węża podczas pracy w polu. W chwili zagrożenia wezwał na pomoc Matkę Boską, po czym zauważył niewielką figurkę Madonny z Dzieciątkiem ukrytą w gałęziach jesionu. Uznając to za cudowne wydarzenie, w miejscu tym wzniesiono najpierw kapliczkę, a następnie, w latach 1511–1514, obecne sanktuarium w stylu renesansowym. Architektura kościoła charakteryzuje się jednolitą nawą, ozdobioną ośmioma bocznymi ołtarzami oraz dwiema kaplicami: Najświętszego Sakramentu i Objawienia. Wnętrze zdobią liczne dzieła sztuki, w tym freski i obrazy autorstwa artystów takich jak Paolo Farinati, Giovanni Andrea Bertanza oraz Zeno da Verona. Uwagę przyciąga drewniany chór z 1652 roku, wykonany z orzecha włoskiego. 

### Kanały i mosty

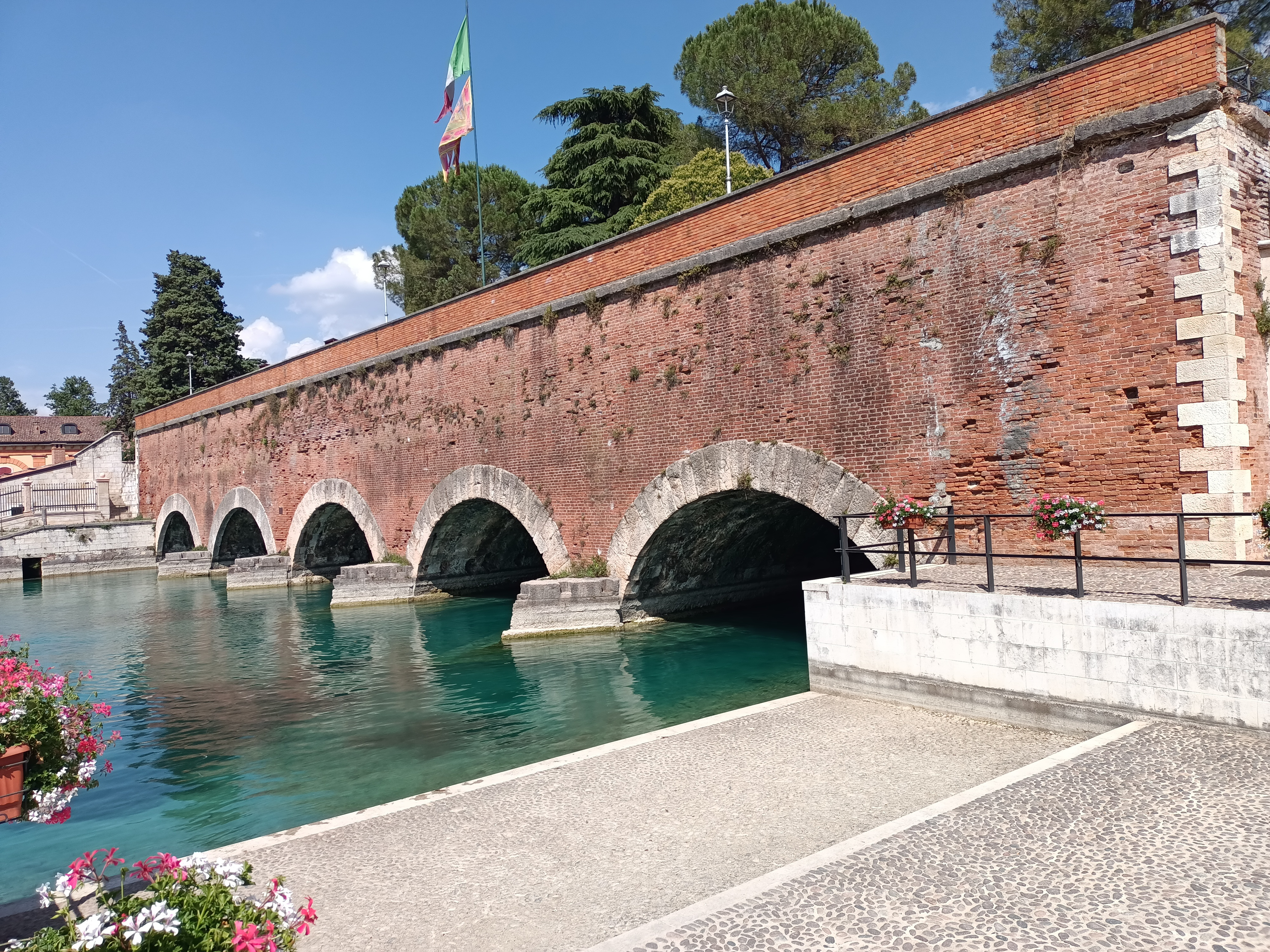
Ponte dei Voltoni

Peschiera del Garda jest znana z malowniczych kanałów i mostów, które nadają jej unikatowy charakter. Szczególnie godny uwagi jest Ponte dei Voltoni, ceglany most z pięcioma łukowymi sklepieniami, zbudowany w 1556 roku, rozciągający się nad Canale di Mezzo.

## Osoby związane z Peschiera del Garda
- Andrzej z Peschiera (1400–1485) – dominikanin urodzony w Peschiera del Garda, znany z działalności misyjnej w regionie Valtellina, beatyfikowany przez papieża Piusa VII w 1820 roku,
- Felice Chiarle(inne języki) (1871–1916) – oficer włoskiej armii urodzony w Peschiera del Garda, zginął podczas I wojny światowej w obronie rejonu Trambileno,
- Livio Furini(inne języki) (1932–1987) – przedsiębiorca urodzony w Peschiera del Garda, w 1975 roku założył Gardaland.